# 乗務行路表

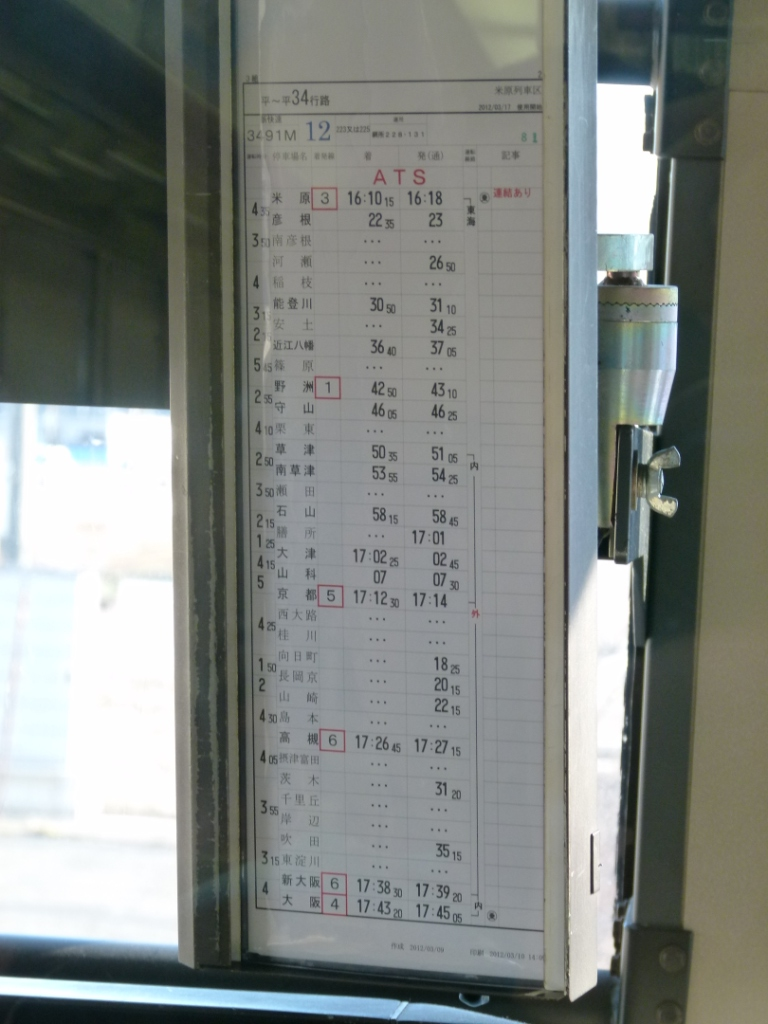
西日本旅客鉄道（JR西日本）の運転時刻表（東海道本線）。

乗務行路表（じょうむこうろひょう）とは、鉄道における乗務員の担当及び列車の乗務予定を指定した行路表である。
運転士か車掌かによって”運転士行路表””車掌行路表”ともいい、”運転時刻表”と書かれている場合もある。また、単に”行路表”とも言う。
乗務行路表自体はバスなどでも存在しているが、本項では鉄道の乗務行路表について記述する。

## 概要
列車の運転士や車掌は、通常ならばまず決められた運輸区（または運転区、車掌区）に出勤し、出勤時刻までに点呼を受ける決まりとなっている。
一旦出勤の点呼を受けた後、臨時列車の運行や時刻・乗り場の変更などを確認し、確認漏れがないかどうかを確認してから担当列車に乗務し、決められた行路のパターンに従って列車を乗務し、乗務を終えることになる。これらの行路は幾つかのパターンが決まっており、乗務員はその行路表を見ながら休憩や食事の時間などを決めることになる。
これらの行路の予定時刻を書いたものが乗務員行路表と呼ばれる（これらの予定作成における詳細は運用 (鉄道)の項目を参照のこと）

## 目的
鉄道の運転は時間に正確でなければならないことから、時間に正確な運転を達成するためには、乗務員の時間管理及び無理のない行路の作成が不可欠である。
一定のパターンに沿った乗務行路表の予定通りのスケジュールを社員にさせることで、ヒューマンエラーによる列車の遅延の防止を測っている。更に、各社では社員に万が一のことがあった時の予備人員も用意している。

## 運転士行路表
運転士は、ダイヤに正確で、尚且つ安全に配慮した運転が求められる。市販の時刻表とは違い、運転士用のものは着発時刻が秒単位（ほとんどが15秒単位）まで指定されており（市販の時刻表は秒が切り捨てられている）、通過駅や信号場のダイヤに関しても定められた時刻が存在することが多い（通過・運転停車を問わず）。これに則って安全性のための制限速度などの基準を守りながら、極力正確な運転が求められる。
各鉄道車両の運転台には、乗務行路表を常に確認できるように、運転席から見やすい位置に行路表を置くためのスペースが設けられている事が多い。また、乗務の関係から回送列車や折り返しに関しても行路で指定されている。
乗務員に自然災害や体調不良などの不測の事態が発生した場合は、予備の乗務員を投入する必要もある。なお、運転士の行路表・時刻表は、国鉄及びJRにおいては概ね共通しているが、私鉄各社では相違が見られ、途中駅の時刻は主要駅のみの場合もある。また、一部鉄道車両のモニタ装置に表示することもできる。

## 車掌行路表
車掌の乗務に関しても行路表が存在し、乗務列車や休憩時間、更には発車前の準備の時間などがきめ細やかに指定され、車掌はこれらの時間管理を徹底しなければならない。

## 行路表の入手
通常、業務用であるため、こうした行路表は一般の目に触れることはほとんどないが、ダイヤ改正やその列車が廃止になった後に、不要となったものが鉄道会社のイベント即売（車両基地・車両工場の一般公開など）や鉄道用品・鉄道模型など鉄道関連を扱っている専門店等で入手できる場合もある。
また貨物時刻表には各機関車の行路表を簡略化したものが記載されている。